# La libertad
La libertad es una película dramática de Argentina filmada en colores dirigida por Lisandro Alonso sobre su propio guion que se estrenó el 28 de junio de 2001. La película se preestrenó en el Festival de Cine de Buenos Aires en abril de 2001 y fue invitada al Festival de Cannes de mayo del mismo año donde se exhibió en la sección oficial Un certain régard.

## Sinopsis
Misael vive en el monte pampeano trabajando con su hacha y sobrevive sólo con lo indispensable y casi sin contacto con otras personas. El filme sigue su vida minuto a minuto intentando descubrir a través de pequeños movimientos o acciones su manera de estar en el mundo.

## Reparto
Participaron del filme los siguientes intérpretes:
- Misael Saavedra...	Hachero
- Humberto Estrada…capataz
- Rafael Estrada…capataz
- Omar Didino...comprador de madera
- Javier Didino…empleado de la gasolinería

## Comentarios
Laura M. Martins en Cine, política y (post)estado. La libertad de Lisandro Alonso escribió:

”En definitiva, las imágenes con las que trabaja Alonso son hápticas en el sentido de que enfatiza la naturaleza inmanente y corporal de la experiencia del arte; exhibe una economía de la mirada alternativa que privilegia la presencia material de la imagen. Cine háptico en el sentido de constituirse en un objeto con el cual interactuamos más que ser una ilusión en la cual ingresamos (Marks 190) como en un viaje inmóvil.”

Javier Porta Fouz en El Amante del cine dijo del filme:

…en su desafiante originalidad estética presenta un universo, de tan pegado a la tierra, casi extraterreno”.

Marcelo Panozzo en el Catálogo del Festival de Buenos Aires opinó:

”La sencillez del cuento, sumada a sus complejas resonancias, y sus cualidades artesanales redondea un modelo de cine que de tan evidente nadie se había arriesgado a hacer.” 